# Юркин, Сергей Викторович
Сергей Викторович Юркин (род. 15 ноября 1981 года) — российский волейболист, центральный блокирующий; тренер.

## Биография
Сергей Викторович Юркин родился 15 ноября 1981 года.
Основную часть карьеры игрока провёл в новоуренгойском «Факеле», где выступал с 1997 по 2009 год на позиции центрального блокирующего, и в составе которого стал обладателем Кубка ЕКВ 2007, бронзовым призёром чемпионата России 2009, серебряным призёром Кубка России 2006. Затем играл в ВК «Грозный». Мастер спорта России.
В 2010 году завершил карьеру игрока, после чего стал скаутом и тренером-аналитиком. Первым его клубом в новой должности стал ВК «Грозный».
С 2011 года работал в юниорской, молодёжной и основной сборных России.
В ноябре 2018 года стал тренером-статистиком команды «Протон». В 2019 году некоторое время исполнял обязанности главного тренера. По окончании сезона покинул команду.
В 2021 году вошёл в тренерский штаб сборной на Олимпиаде в Токио.
В июле 2022 года назначен на пост главного тренера клуба «Минчанка». 2 марта 2023 года покинул команду.

## Достижения

### С клубами
- Обладатель Кубка ЕКВ 2007
- Бронзовый призёр чемпионата России 2009
- Серебряный призёр Кубка России 2006